# Zoothera
Zoothera es un género de aves paseriformes perteneciente a la familia Turdidae. Los miembros del género se encuentran principalmente en Asia y Australasia. Son pájaros de tamaño mediano, en su mayoría insectívoros u omnívoros. La mayoría de las especies son aves que anidan en el suelo y buscan comida en él.
El nombre del género,  Zoothera, procede de la combinación del los términos griegos zoon «animal» y thēras «cazador».
Dos especies del América que tradicionalmente se consideraban del género Zoothera (Ixoreus naevius y Ridgwayia pinicola) actualmente pertenecen a otros géneros de la familia de los túrdidos.

## Especies
Actualmente se reconocen 21 especies en este género:
- Zoothera heinrichi — zorzal terrestre de Célebes;
- Zoothera everetti — zorzal de Everett;
- Zoothera andromedae — zorzal de Andrómeda;
- Zoothera mollissima — zorzal dorsiliso;
- Zoothera griseiceps — zorzal dorsiliso de Sichuan;
- Zoothera salimalii — zorzal de Sálim Ali;
- Zoothera dixoni — zorzal de Dixon;
- Zoothera aurea — zorzal de White;
- Zoothera major — zorzal de Amami;
- Zoothera dauma — zorzal dorado del Himalaya;[4]
- Zoothera terrestris † — zorzal de Bonin;
- Zoothera neilgherriensis — zorzal de las Nilgiri;
- Zoothera imbricata — zorzal dorado de Ceilán;
- Zoothera machiki — zorzal de Tanimbar;
- Zoothera heinei — zorzal de Heine;
- Zoothera lunulata — zorzal lunado;
- Zoothera talaseae — zorzal de Nueva Bretaña;
- Zoothera margaretae — zorzal de San Cristóbal;
- Zoothera turipavae — zorzal de Guadalcanal;
- Zoothera monticola — zorzal piquilargo;
- Zoothera marginata — zorzal flanquioscuro.